# سيريل ماثيو
سيريل ماثيو هو سياسي سريلانكي، ولد في 30 سبتمبر 1912، وتوفي في 17 أكتوبر 1989. حزبياً، نشط في الحزب الوطني المتحد. وقد انتخب عضو برلمان سريلانكا.